# 남자 10000m 달리기 대한민국 기록 추이
남자 10000m 달리기 대한민국 기록 추이는 다음과 같다.
| # | 기록         | 차이      | 선수   | 소속         | 날짜         | 대회명                                                         | 개최지              | 경기장                     | 주석 및 기타                                                               | 동영상 |
|   | 30분 16초 9  | - 04cm    | 김정치 | 강릉시청     | 1968. 05. 28 | 제22회 전국 남녀 육상 선수권 대회                              | 대한민국 서울특별시 | 서울운동장                 | 3위까지 모두 신기록. 종전 30분 34초 0                                      |        |
|   | 30분 06초 4  | - 10초 5  | 오태식 | 육군         | 1977. 5. 15  | 제6회 전국종별육상선수권대회                                   | 대한민국 서울특별시 | 서울운동장                 | [ 2 ]                                                                      |        |
|   | 29분 13초 7  | -         | 박경덕 | 해군         | 1981. 04. 19 | 제4회 아시아 육상 선수권 대회 파견 선수 선발 대회              | 대한민국 서울       | 서울운동장                 | 종전 29.32.8 박경덕 80년 11월. 2위 박원근도 29분 22초 2로 한국 신기록 작성 |        |
|   | 28분 30초 54 | - 43초 16 | 김종윤 | 국가 대표    | 1986. 09. 29 | 제10회 아시안 게임                                             | 대한민국 서울       | 올림픽 주경기장            | 2위 종전 기록 29분 13초 7,                                                 |        |
|   | 28분 23초 62 | - 6.92초  | 전은회 | 대구도시공사 | 2010. 10.23  | 제211회 일본체육대학 장거리 육상 대회 日本体育大学長距離競技会 | 일본 요코하마       | 일본체육대학교 육상 경기장 | 2위                                                                        |        |

## 같이 보기
- 남자 10000m 달리기 세계 기록 추이
- 여자 10000m 달리기  대한민국 기록 추이
- 여자 10000m 달리기  세계 기록 추이